# Ernst Frederik af Sachsen-Coburg-Saalfeld
Ernst Frederik (tysk: Ernst Friedrich) (født 8. marts 1724, død 8. september 1800) var hertug af Sachsen-Coburg-Saalfeld fra 1764 til 1800.
Han var søn af hertug Frans Josias af Sachsen-Coburg-Saalfeld. Han blev efterfulgt som hertug af sin søn Frans Frederik

## Eksterne links
- Wikimedia Commons har flere filer relateret til Ernst Frederik af Sachsen-Coburg-Saalfeld